# 우왕 복위 사건
우왕 복위 사건 또는 우왕 복위 미수 사건은 1389년 창왕과 김저, 정득후 등이 폐위된 우왕을 복위시키려다가 이성계, 정도전 등의 신진사대부에 의해 발각된 사건이다. 이 사건을 빌미로 창왕은 폐위되었고, 우왕과 함께 살해당하게 된다.
신진사대부들은 자신들이 우왕을 폐했기 때문에 언젠가는 창왕이 자신들을 척결하려 할 것이라는 판단에 우왕과 창왕을 신돈의 후손으로 규정하려 하였다.
1388년 창왕은 전왕인 우왕을 강화도에서 여흥군(驪興郡, 현재의 여주시)으로 옮겼으며, 최영(崔瑩)을 충주로 귀양보냈다가 이성계 일파가 최영의 사형을 강력하게 주장하여 마지못해 승인하게 된다. 그러나 우왕을 이배하는 과정에서 그가 부왕인 우왕과 자주 내통하는 것과, 부왕 우왕을 다시 복위시키려는 계획에 가담한 것이 신진사대부들에 의해 탄로나게 된다.
1389년 김저와 정득후 등은 이성계를 죽이고 우왕을 복위시키려다가 발각되는 사건이 발생한다. 대호군(大護軍)을 지낸 김저는 부령을 지낸 정득후와 모의하고 예의판서 곽충보를 매수하여 이성계, 정도전 일파의 정보를 입수한 뒤, 거사 계획을 세워 이들을 죽이려고 했던 것이다.
그러나 곽충보가 정득후 등의 말을 듣고 이성계에게 찾아가 고변하는 바람에 계획은 탄로나고 김저는 체보되었으며 정득후는 자살한다. 그리고 김저를 국문(鞠問)한 결과 변안열, 이림, 우현보, 우인열, 왕안덕, 우홍수 등이 공모, 동조했다는 자백을 받아내고는 그들을 모두 숙청, 삭탈하고 유배보낸다.
동시에 창왕이 유배된 아버지 우왕과 내통하려 한 것을 입수한 신진사대부들은 이성계, 정도전 등을 중심으로 창왕, 우왕은 신돈의 후손이라서 폐위하고, 진짜 왕을 추대한다는 명분하에 신종의 7대손이며 충렬왕의 외증손인 정창군 요를 왕으로 추대한다.

## 같이 보기
- 신진사대부
- 신돈
- 우왕
- 우현보
- 이림
- 이성계
- 정도전
- 정몽주
- 창왕
- 최영
- 변안열

## 문헌
- 《고려사》
- 《고려사절요》
- 《동사강목》